# Cosme Anvene
Cosme Anvene Ebang Elá (Añisoc, 3 de marzo de 1990) es un futbolista ecuatoguineano que juega como defensa en el Deportivo Unidad de la Primera División de Guinea Ecuatorial. Es internacional con la selección de Guinea Ecuatorial.

## Carrera
Comenzó su carrera profesional en el Águilas Verdes de Guadalupe, club con el que logró ascender a la primera división nacional en 2008, tras la retirada del San Pedro Claver. Permaneció en el equipo por una temporada, antes de seguir su carrera en otros horizontes. 
En 2015, se unió al Deportivo Unidad, equipo de la Primera División de Guinea Ecuatorial, donde ha jugado hasta la fecha. Durante su paso por el Leones Vegetarianos, en el cual estuvo por un año, el jugador se consagró campeón de la liga nacional. Actualmente, es el capitán del Deportivo Unidad.

## Selección nacional
Recibió su primera convocatoria en 7 de noviembre de 2015 para los partidos contra selección de Marruecos para la segunda fase de clasificación para el Mundial de 2018. Hizo su debut el 12 de noviembre, en la derrota por 0-2 ante los Leones del Atlas en el primer de los dos partidos.

## Vida personal
Además de su carrera futbolística, Anvene es capitán de las Fuerzas Armadas de Guinea Ecuatorial. Tiene también una formación como oficial de las Fuerzas Aéreas por la École Royale de l'Air en Marruecos.

## Clubes
| Club                        | País              | Año       |
| --------------------------- | ----------------- | --------- |
| Águilas Verdes de Guadalupe | Guinea Ecuatorial | ?-2008    |
| Deportivo Unidad            | Guinea Ecuatorial | 2013-2017 |
| Leones Vegetarianos         | Guinea Ecuatorial | 2018      |
| Deportivo Unidad            | Guinea Ecuatorial | 2019-     |